# Thomas Fairfax (13e lord Fairfax de Cameron)
Pour les articles homonymes, voir Thomas Fairfax et Fairfax.
Thomas Brian McKelvie Fairfax, 13e lord Fairfax de Cameron (14 mai 1923 - 8 avril 1964), est un noble écossais, pair et homme politique conservateur.

## Jeunesse
Thomas Brian McKelvie Fairfax est né le 14 mai 1923 et est le fils d'Albert Fairfax, 12e lord Fairfax de Cameron (1870-1939), et de Maude Wishart McKelvie, fille de James McKelvie, qui se sont mariés en 1922. Il a un frère cadet, Peregrine John Wishart Fairfax (1925-2012) .

## Carrière
Il sert pendant la Seconde Guerre mondiale en tant que lieutenant dans les Grenadier Guards. En 1945, il est élu pair représentant écossais et est secrétaire parlementaire privé du Lord président du Conseil (respectivement Lord Woolton et Lord Salisbury) de 1951 à 1953 et du ministre des Matériaux (Lord Woolton) entre 1953 et 1954. En 1954, il est nommé Lord-in-waiting (whip du gouvernement à la Chambre des lords), poste qu'il occupe jusqu'en 1957.

## Vie privée
En 1951, Lord Fairfax of Cameron épouse Sonia Helen Gunston (1926-2017), fille cadette de Cecil Bernard Gunston, et de son épouse Doris Hamilton-Temple-Blackwood. Lady Doris est la fille aînée de Terence Hamilton-Temple-Blackwood, 2e marquis de Dufferin et Ava (1866-1918). Ils ont pour enfants :
- Serena Frances Fairfax (née le 12 décembre 1952)[2] ;
- Nicholas Fairfax, 14e lord Fairfax of Cameron (né le 4 janvier 1956), qui épouse Annabel Morriss, fille de Nicholas et Sarah Gilham Morriss ;
- Hugh Nigel Thomas Fairfax (né le 29 mars 1958)[2] ;
- Rupert Alexander James Fairfax (né le 21 janvier 1961)[2].

Il décède en avril 1964, à seulement quarante ans, et son fils de huit ans, Nicholas, lui succède. En 1967, sa veuve Lady Fairfax de Cameron est nommée dame de la chambre à coucher de la reine Élisabeth II.